# Mipam Sönam Wangchug Dragpa Namgyal Pälsang
Mipam Sönam Wangchug Dragpa Namgyal Pälsang (16e eeuw - begin 17e eeuw) was de veertiende vorst uit de Phagmodru-dynastie van ca. 1600 tot vroeg in de 17e eeuw, wat de heersende dynastie in Tibet was van 1354 tot 1435, en een zekere politieke status behield tot aan het begin van de 17e eeuw. Hij was de laatste vorst uit deze dynastie.

## Familie
Mipam Sönam Wangchug Dragpa Namgyal Pälsang was de oudste zoon van zijn voorganger Nampar Gyalwa. Hij volgde zijn vader op in ca. 1600.

## Steun aan de dalai lama
In 1601 zond hij een vertegenwoordiger mee met een delegatie van de gelugsekte die een reis maakte naar Mongolië. De delegatie ontving de jonge incarnatie van de vierde dalai lama, de Mongoolse prins Yönten Gyatso. Hij werd mee teruggenomen naar Lhasa en aldaar geïnstalleerd.

## Regering
Toen hij zijn vader opvolgde, was de dynastie vrijwel alle macht inmiddels al decennia kwijt. Wel kwam er nog enigszins een korte opleving in de beginjaren van de 17e eeuw in de regio U in Oostelijk Centraal-Tibet. Dit was te danken aan de goede relaties die de vorst onderhield met de geluggeestelijkheid.
De belangrijkste splitsing in machten was tussen de gelugtraditie van de dalai lama die geholpen werd door Mongoolse bondgenoten enerzijds, en anderzijds de karma kagyütraditie van de negende en tiende karmapa gesteund door de bondgenoten van de Tsang-dynastie.

### Verslagen door de Tsang-dynastie
De positie van de Phagmodrupa bleef hoe dan ook fragiel. In 1610 voerden hun troepen een aanval uit in de Lhasavallei. Dit lokte een snelle represaille uit door de Tsangpa. Vanuit zijn basis in de regio Tsang vertrok Karma Püntsog Namgyal en deed hij verschillende invallen in de oostelijk gelegen regio U.
In 1616 onderwierp hij de regio Kyishod in de buurt van Lhasa en dwong hij het hof in Nedong om zich over te geven. Met deze slag viel het meeste land in U-Tsang in handen van Karma Püntsog Namgyal. Zijn triomf werd bevestigd toen hij nogmaals een aanval deed in 1618. Door de inname van Lhasa verloor de gelugsekte haar belangrijkste kloosters.
Mipam Sönam Wangchug Dragpa Namgyal Pälsang overleefde onder onbekende omstandigheden. Tijdens de gevechten tussen de dalai lama en de karmapa in 1635 werd hij uit Lhasa verbannen. In de kronieken van de vijfde dalai lama uit 1643 wordt echter nog steeds over hem gesproken als een levend persoon.
Met de uiteindelijke, fortuinlijke slag door de troepen van de vijfde dalai lama tegen de Tsangpa in 1642 behoorde het Phagmodrupa-regiem in elk geval tot het verleden.